# Bollywood Movie Award/Sensationellste Darstellerin
Der Bollywood Movie Award Most Sensational Actress ist eine Kategorie des jährlichen Bollywood Movie Awards für indische Filme in Hindi.
Liste der Preisträger:
| Jahr | Film                                    | Schauspielerin   |
| ---- | --------------------------------------- | ---------------- |
| 1999 | Duplicate                               | Juhi Chawla      |
| 2000 | kein Preis                              | kein Preis       |
| 2001 | kein Preis                              | kein Preis       |
| 2002 | Pyar Tune Kya Kiya                      | Urmila Matondkar |
| 2003 | Shakti – The Power                      | Karisma Kapoor   |
| 2004 | Und am Abend wartet das Glück (Baghban) | Hema Malini      |
| 2005 | kein Preis                              | kein Preis       |
| 2006 | kein Preis                              | kein Preis       |
| 2007 | kein Preis                              | kein Preis       |